# Elbasan
Elbasan (en albanès Elbasan o Elbasani) és una ciutat d'Albània. És la capital del districte d'Elbasan, i està situada a la part central del país.
És una de les ciutats albaneses més poblades, ja que té 115,101 habitants en una extensió de 845 km².segons el cens de 2023.